# Кирякос Аргиропулос
Кирякос Методиос Аргиропулос е български режисьор и продуцент на постановки за куклен театър и настоящ директор на Столичния куклен театър.

## Биография
Роден е през 1950 г. във Вроцлав, Полша, в семейство на гръцки комунистически емигранти от Гражданската война.
През 1979 г. завършва режисура за куклен театър във ВИТИЗ „Кръстьо Сарафов“ в класа на професор Атанас Илков.
Поставя над 60 пиеси на театралните сцени в София, Варна, Бургас, Сливен и Ямбол. От 2002 г. заема поста председател на управителния съвет на Асоциацията на артистите от куклените театри в България от 2002 г. През същата година е назначен и за директор на Столичния куклен театър, където реализира постановки като „Кой има магарешки уши?“, „Вълкът и седемте козлета“, „Четири приказки за един змей“, „Вълшебният галош“, „Хитър Петър“, „Ламята“, „Кой се сърди?“, „Пук“, „Трите лели“, „Веселушко“.
Зад граница Аргиропулос прави над 20 театрални постановки: в театър „Гротеска“ в Краков, и на сцените на Национален театър – Атина, Държавния театър на Северна Гърция, Тесалийския театър в Лариса, Новият театър, театър „Софули“ и Американския колеж в Солун.
През 1984 – 1985 г. преподава в НАТФИЗ режисура и актьорско майсторство за куклен театър, а през 1991 – 1992 г. води педагогическа програма „Училището и театъра“ в Лариса, Гърция.
Изявява се в областта на телевизионния театър: постановката „Слънчогледчето“ за Полската национална телевизия от 1982 година и „Четири приказки за един змей“ за БНТ (1992). Във филма от 1981 година „Дом за нежни души“ на режисьора Евгений Михайлов изпълнява ролята на Милушев.
Кирякос Аргиропулос е съпруг на актрисата Пламена Гетова.

## Признание и отличия
Аргиропулос е носител на различни отличия, сред които:
- 1988 – Почетен знак на Софийска община за пиесата „Хитър Петър“, поставена в СКТ;
- 1989 – награда за най-добър спектакъл на Международния фестивал „Ян Бибиян“, Силистра, за пиесата „Четири приказки за един змей“;
- 1994 – награда за най-добър спектакъл от Международен театрален фестивал „Бурборак“, Смолян, за пиесата „Птиците“ от Аристофан, поставена в ДКТ—Варна;
- 1997 – награда за режисура и най-добър спектакъл от Академия „Куклар“ за пиесата „Хвърчилото“, поставена в ДКТ—Варна;
- 2001 – награда от Международен куклен фестивал „Двама са малко, трима са много“, Пловдив, за пиесата „Нашият град“, поставена в ДКТ—Бургас.

## Като озвучаващ актьор
През 2013 г. озвучава Едуардо/Ел Мачо в „Аз, проклетникът 2“ в дублажа на Александра Аудио